# Leontodon
Léontodon ou liondent
Genre
Classification phylogénétique
Leontodon (les liondents ou léontodons) est un genre de plante à fleurs de la famille des Astéracées (ou Composées).

## Caractères distinctifs
Les espèces de genre Leontodon sont des plantes herbacées. Elles ont des tiges nues avec des feuilles en rosette basale. Les fleurs sont jaunes et toutes ligulées. 

## Espèces en France
- Leontodon autumnalis (Liondent d'automne)
- Leontodon crispus    (Liondent crépu)
- Leontodon helveticus synonyme : Leontodon pyrenaicus (Liondent de Suisse)
- Leontodon hispidus   (Liondent hispide) ou Leontodon hirtus (Liondent de Villars)
- Leontodon hyoseroides (Léontodon des éboulis)
- Leontodon incanus    (Liondent à petites fleurs, Liondent blanchâtre)
- Leontodon montanus   (Liondent des montagnes)
- Leontodon pyrenaicus (Liondent des Pyrénées)
- Leontodon saxatilis  (Liondent à tige nue, Liondent des rochers) ou Leontodon taraxacoides, (Liondent faux-pissenlit)
- Leontodon tuberosus  (Liondent tubéreux)

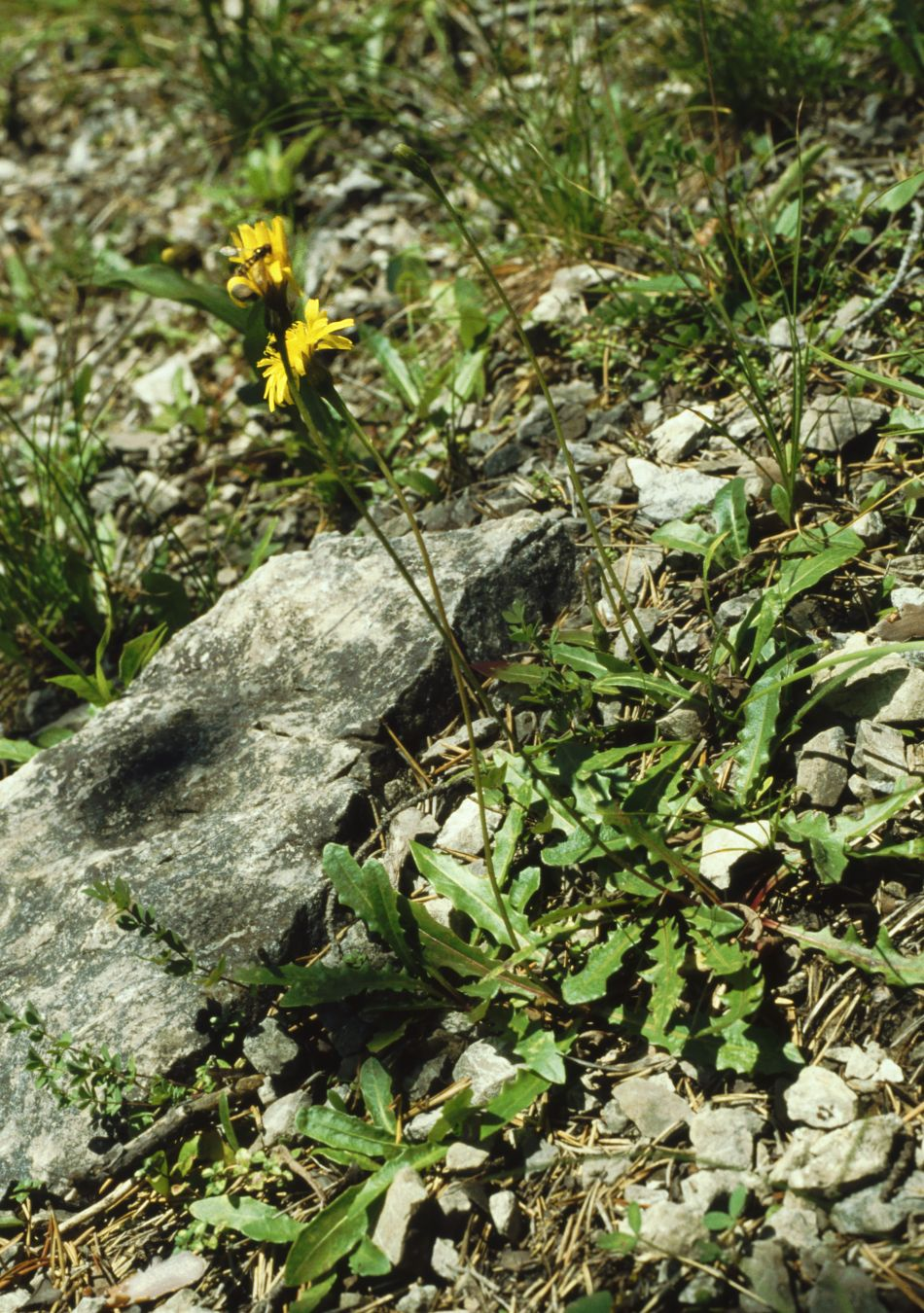
Liondent hispide.
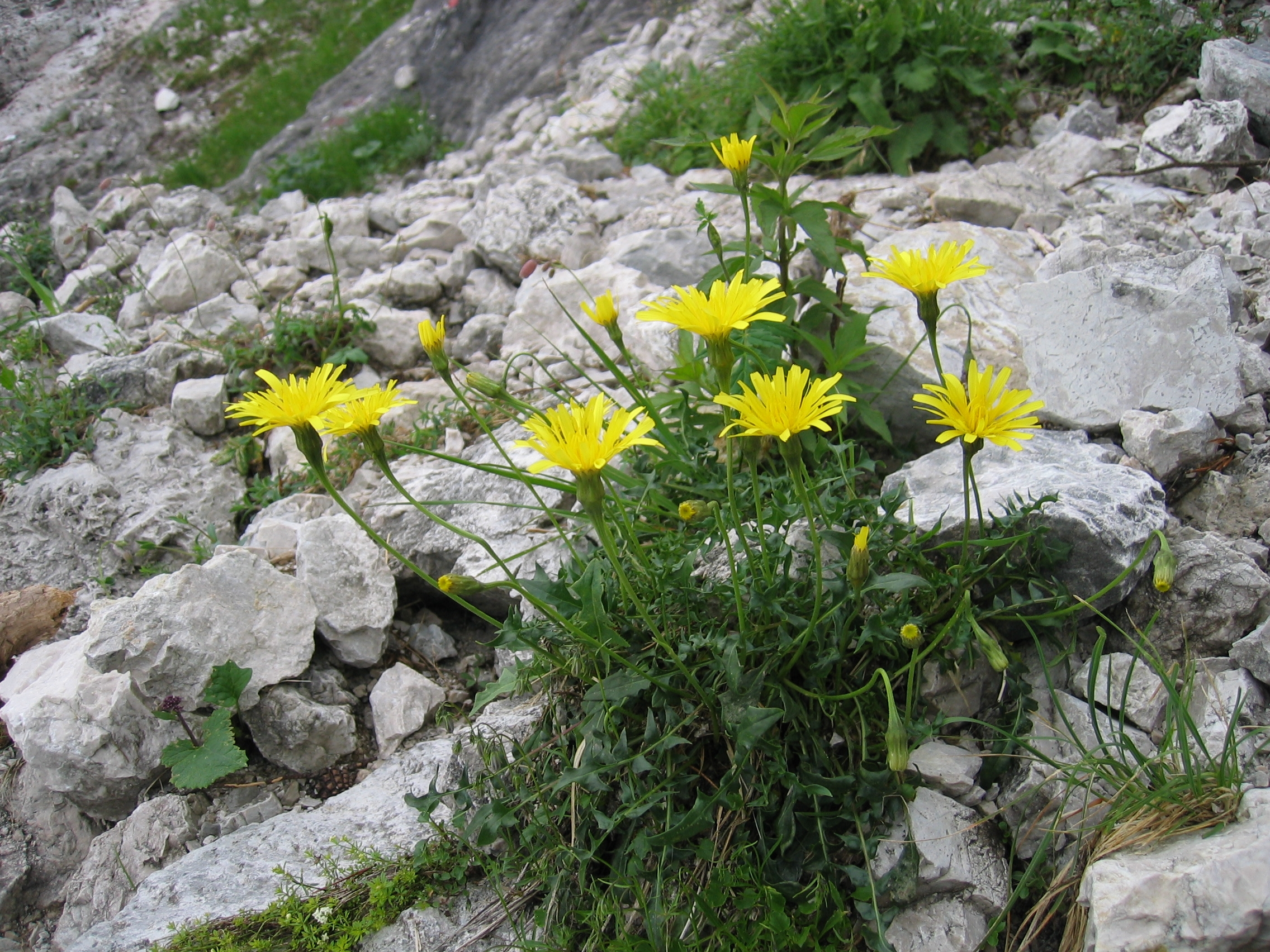
autre liondent hispide.
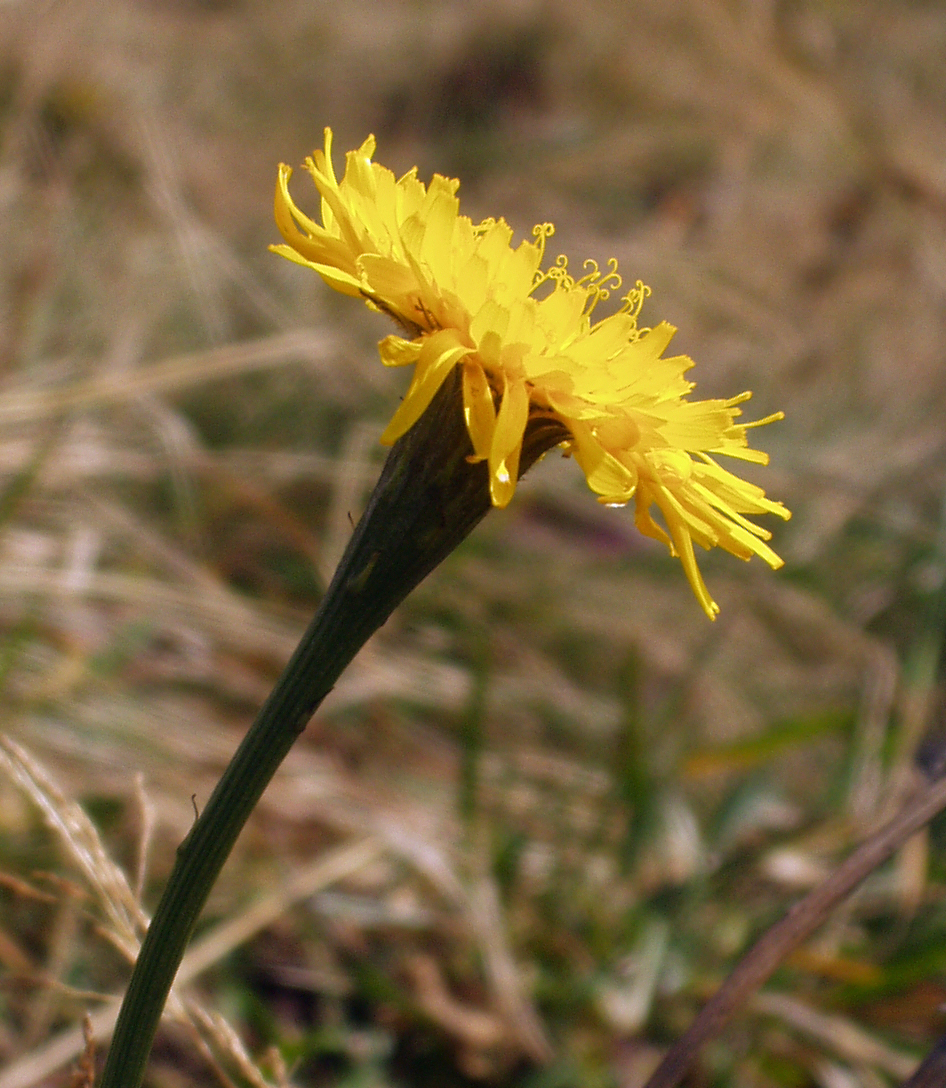
Liondent de Suisse.
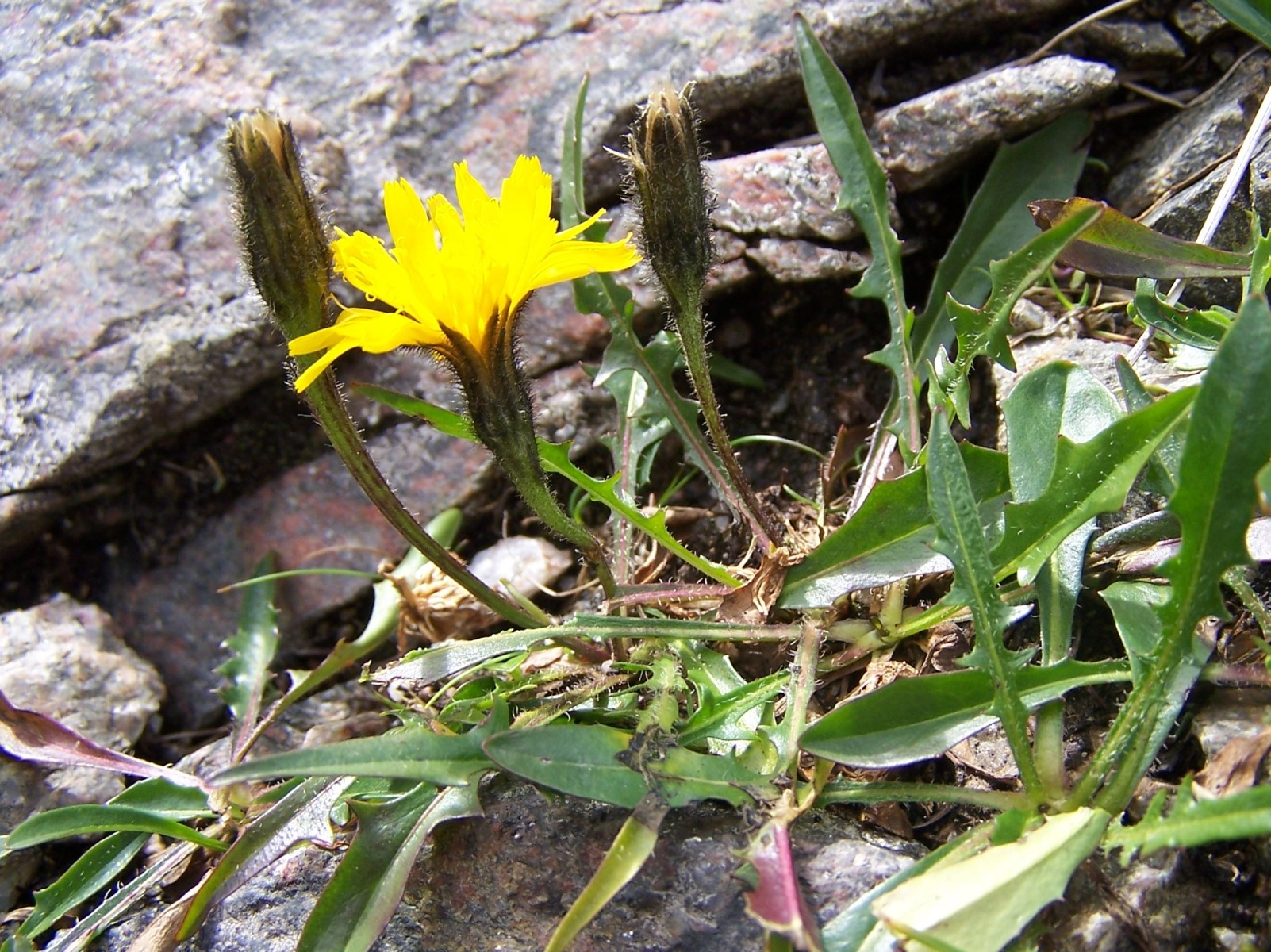
Liondent faux-pissenlit.
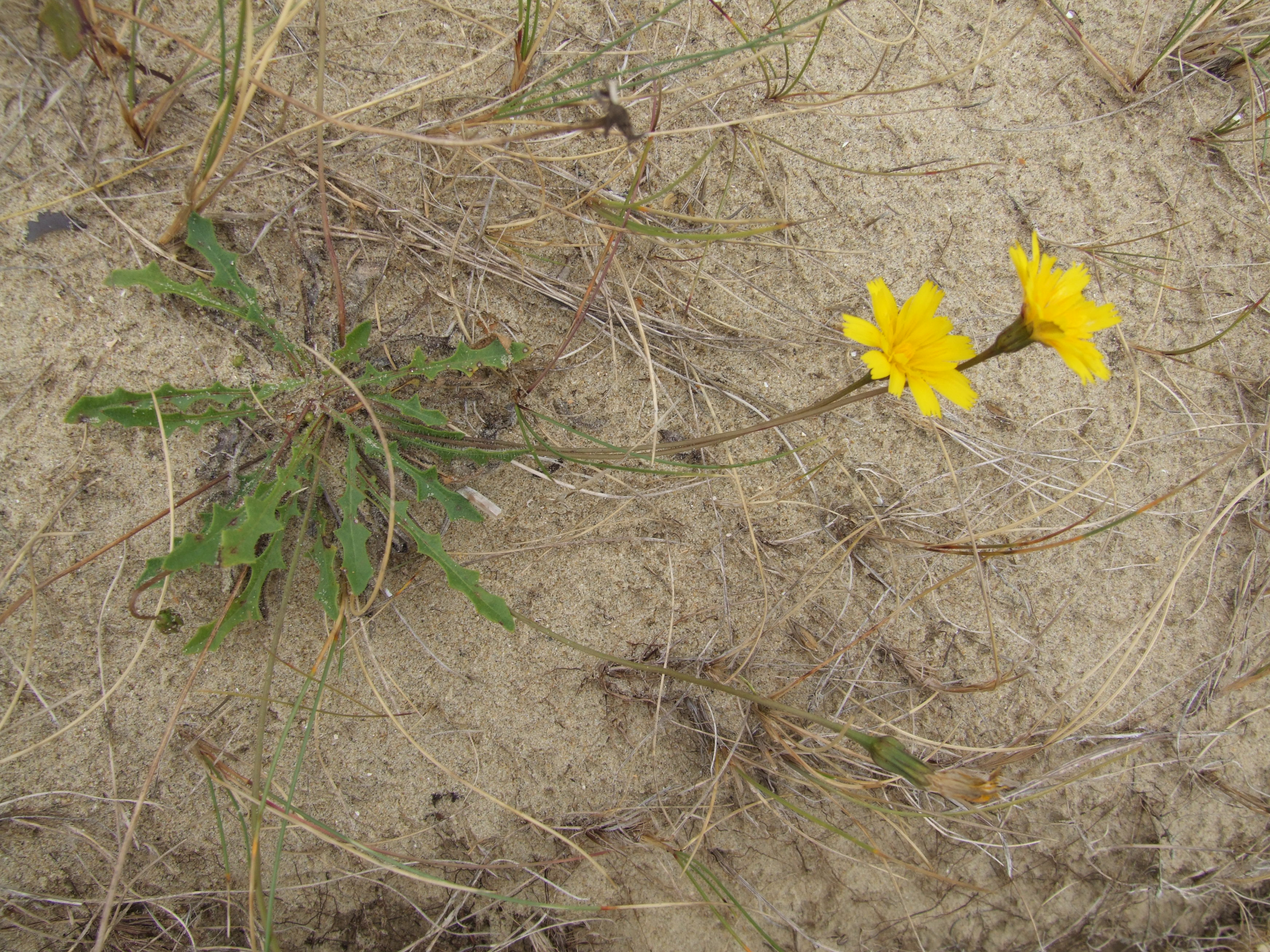
Leontodon saxatilis.